# 熱浪 (DC漫畫)
熱浪（英語：Heat Wave），原名米克·羅里（Mick Rory），是美國DC漫畫中出現的反英雄和超級反派，通常是閃電俠的敵人和無賴幫的成員，目前與冷凍隊長是正義聯盟的成員。
演員多米尼克·珀塞尔（Dominic Purcell）曾在CW電視連續劇《閃電俠》及《明日傳奇》中飾演該角色。

## 出版歷史
熱浪最初是由約翰·布魯姆所撰寫的《閃電俠 (漫畫書)》＃140中引入。 他首先被視為冷凍隊長的競爭對手。然而，在傑夫·強斯於最近的漫畫中，Rory希望冷凍隊長幫助他保持成癮，儘管冷凍隊長認為他無力改變。

## 其他媒體

### 電視

#### 動畫
- 熱浪原本打算成為邪惡聯盟中第三個超級朋友系列的反派。最終他們被更改為《Legion of Doom》，並且大多數計劃中的成員都沒有出現。
- 熱浪（節目 billing中的拼寫熱浪）顯示在《無限正義聯盟》中，由Lex Lang配音。他是Gorilla Grodd的超級惡棍秘密協會的成員。在“到另一岸”中，他被視為幫助Giganta，Killer Frost和Black Manta找回一艘裝有維京王子的冰凍維京船屍體。在“還活著”中，他被焚毀《重磅炸彈》，並被銀女妖毆打。在《毀滅者》中，當涉及到Darkseid入侵地球時，他與Lex Luthor和其他秘密協會的其他成員在一起。在《正義聯盟無限》＃21中，他與Killer Frost分享了一段戀情。
- 熱浪出現在《蝙蝠俠智勇悍將》情節“猩紅色Speedster的安魂曲！”中，史特夫·布倫姆配音。他協助冷凍隊長和天氣巫師。

#### 綠箭宇宙
演員多米尼克·珀塞尔（Dominic Purcell）曾在CW電視連續劇《閃電俠》及《明日傳奇》中飾演該角色。 

### 電影
- Heat Wave以非對話角色出現在《正義聯盟：閃電俠之逆轉》中。 電影開始時，熱浪和盜賊襲擊了Flash，但極速教授出賣了他們，並給他們安裝上了不可移動的炸彈。 正義聯盟到達了處置炸彈的地方，超人將炸彈握在手中以消除爆炸並拯救了熱浪的生命。

### 電子遊戲
- 熱浪出現在第一級和第五級的NES電子遊戲《Batman: The Video Game》中，並射擊了一把火槍。
- 熱浪作為反派人物之一出現在《蝙蝠俠：英勇無畏電子遊戲》中，史蒂芬·布魯姆（Steven Blum）再次扮演角色。
- 熱浪出現在《DC 超級英雄 Online》中，由David Jennison配音為厄運大廳的技術武器經銷商。
- 熱浪在《DC Unchained》中顯示為可玩角色。
- 在《超級英雄：武力對決2》中Wonder Woman和Cold Captain之間的衝突中提到了熱浪。 暗示他被政權殺死。

#### 樂高
- 熱浪在《樂高蝙蝠俠3：飛越高譚市》中作為可玩角色出現，羅賓·阿特金·唐斯配音[2]。
- 熱浪在《樂高DC超級反派》中作為主要角色出現，由雷克斯・朗恩配音[3]。